# Саид ибн Мансур
Абу́ Усма́н Саи́д ибн Мансу́р ибн Шу́’ба аль-Джузджа́ни (араб. أبو عثمان سعيد بن منصور الجوزجاني‎; ум. в 842 году) — хафиз, имам, толкователь Корана, хадисовед, автор Сунана.

## Биография
Полное имя: Абу́ Усма́н Саи́д ибн Мансу́р ибн Шу́’ба аль-Хораса́ни аль-Джаузджа́ни. Родился в Джаузджане (совр. Афганистан). Путешествовал по мусульманскому миру в поисках знаний, затем осел в Мекке, где и умер в месяце Рамадан 227 года по хиджре (842 год). Является автором сборника хадисов (Сунан Саида ибн Мансура) и комментария к Корану.
Был учеником Малика ибн Анаса, аль-Лайса ибн Саада, Абу Аваны, Фудайля ибн Ийяда, Суфьяна ибн Уяйны и многих других. От него передавали хадисы Ахмад ибн Ханбаль, Муслим ибн аль-Хаджжадж, Абу Дауд, ад-Дарими, Абу Саур аль-Кальби, Абу Зура ад-Димашки, Абу Хатим ар-Рази.